# Smutspaddspindel
Smutspaddspindel (Ozyptila scabricula) är en spindelart som först beskrevs av Westring 1851.  Smutspaddspindel ingår i släktet Ozyptila och familjen krabbspindlar. Enligt den finländska rödlistan är arten sårbar i Finland. Arten är reproducerande i Sverige. Artens livsmiljö är torra gräsmarker. Inga underarter finns listade i Catalogue of Life.